# Banuaji I
Banuaji I is een bestuurslaag in het regentschap Tapanuli Utara van de provincie Noord-Sumatra, Indonesië. Banuaji I telt 746 inwoners (volkstelling 2010).